# غيبوبة (فلم)
فيلم كويتي كوميدي مدة الفلم 95 دقيقة والفيلم من تأليف الكاتب محمد الكندري، وإخراج عمار الموسوي، ويشارك فيه نخبة من النجوم ومن إنتاج واشراف الفنان خالد العجيرب 

## قصة الفلم
تدور أحداث الفيلم، في إطار كوميدي حول شخصية «عبيد» وهو كومبارس في الوسط الفني، ويتقمص شكل بالفيديو غيبوبة أحمد العونان تنقذ خالد العجيرب من كيد
في مسلسل «الأسطورة»، ووالده شخص بخيل ويرفض أن يعطي ابنه ميراثه من أمه، إلى أن يقابل «عبيد» الطبيبة «ياسمين»، فتنشأ بينهما قصة حب.

## أبطال الفيلم
| اسم الممثل        | جنسيته | دوره     |
| ----------------- | ------ | -------- |
| خالد العجيرب      | الكويت | عبيد     |
| أحمد العونان      | الكويت | أبو عبيد |
| شهاب حاجيه        | الكويت | أبو صالح |
| رانيا شهاب        | مصر    | ياسمين   |
| هبة العبسي        | الكويت | هبة      |
| طارق العلي        | الكويت | ضيف شرف  |
| عبدالإمام عبدالله | الكويت | ضيف شرف  |
| خالد المظفر       | الكويت | ضيف شرف  |
| عبدالله الحمادي   | الكويت | ضيف شرف  |
| بلال الشامي       | العراق | ضيف شرف  |

## طاقم الفيلم
| طاقم العمل        | دوره                    |
| ----------------- | ----------------------- |
| خالد العجيرب      | (منتج)                  |
| سعد العدواني      | (مدير إدارة الإنتاج))   |
| عمار هاشم الموسوي | (مخرج)                  |
| محمد الكندري      | (مؤلف)                  |
| خالد العجيرب      | إشراف عام               |
| علاء الحوساني     | (مدير الإضاءة والتصوير) |

## وصلات خارجية
- مقالات تستعمل روابط فنية بلا صلة مع ويكي بيانات

| أيقونة بذرة | هذه بذرة مقالة عن موضوع عن فيلم كويتي بحاجة للتوسيع. فضلًا شارك في تحريرها. |